# Peter Nilsson
Peter Nilsson (Lycksele, 8 agosto 1958) è un ex calciatore svedese, di ruolo centrocampista.